# Joe Crawford (baloncestista)
Joseph Reshard Crawford II (nacido el 17 de junio de 1986 en Detroit, Míchigan) es un jugador de baloncesto estadounidense que se encuentra sin equipo. Mide 1,96 metros de altura y juega en la posición de escolta.

## Trayectoria deportiva

### High school y Universidad
Asistió al instituto Renaissance de Detroit, donde logró junto a su equipo un récord perfecto de 27 victorias y 0 derrotas, consiguiendo el título estatal. Fue incluido en el McDonald's All-American Team en 2004. En un principio se había comprometido con la Universidad de Míchigan, pero finalmente se decidió por jugar con los Wildcats de la Universidad de Kentucky junto con dos futuros All-American, Rajon Rondo y Randolph Morris.
Su primera temporada no le fue bien. Un enfrentamiento con su entrenador hizo que apenas disputara minutos de juego, planteándose el enero de 2005 el dejar el equipo y ser transferido, pero finalmente continuó en Kentucky. En su segunda temporada todo cambió, y empezó a entrar en las rotaciones del equipo, siendo titular en 22 de los 32 partidos disputados, y promediando 10,2 puntos y 3,9 rebotes en 23,8 minutos por encuentro. Su mejor partido del año lo disputó ante la Universidad de Ohio, en el que anotó 23 puntos, con 4 de 6 en tiros de tres, y 4 rebotes.
En su temporada júnior promedió 14,0 puntos (14.º de la Southeastern Conference), 4,0 rebotes y 2,4 asistencias, convirtiéndose en un fijo del quinteto titular. Su mejor partido lo disputó ante Georgia, consiguiendo 29 puntos, 6 rebotes y 4 asistencias.
Ya en su último año acabó en cuarta posición de máximos anotadores de la SEC con 17,9 puntos por partido, y el quinto en porcentaje de tiros libres con un 76,2%. Anotó más de 20 puntos en 13 ocasiones, y 3 veces 30 o más. Batió su récord de anotación en el partido que los Wildcats disputaron ante South Carolina, al conseguir 35 puntos. Fue incluido en el segundo mejor quinteto de la conferencia. En el total de su trayectoria universitaria promedió 11,3 puntos y 3,3 rebotes por partido.

#### Estadísticas
| Año     | Equipo   | PJ  | PT | TTC | TCI  | %TC  | TLC | TCI | %TL  | 3PC | 3PI | %3P  | REB | ASI | ROB | TAP | PTS  | PPP  |
| ------- | -------- | --- | -- | --- | ---- | ---- | --- | --- | ---- | --- | --- | ---- | --- | --- | --- | --- | ---- | ---- |
| 2004-05 | Kentucky | 31  | 0  | 35  | 97   | .361 | 15  | 26  | .577 | 13  | 49  | .265 | 56  | 9   | 6   | 1   | 98   | 3.20 |
| 2005-06 | Kentucky | 32  | 22 | 111 | 270  | .411 | 56  | 78  | .718 | 47  | 130 | .362 | 124 | 35  | 11  | 10  | 325  | 10.2 |
| 2006-07 | Kentucky | 34  | 32 | 178 | 401  | .444 | 58  | 91  | .637 | 63  | 180 | .350 | 137 | 83  | 27  | 10  | 477  | 14.0 |
| 2007-08 | Kentucky | 30  | 22 | 188 | 401  | .469 | 99  | 130 | .762 | 63  | 173 | .364 | 109 | 64  | 17  | 5   | 538  | 17.9 |
| Totals  | Totals   | 127 | 76 | 512 | 1169 | .438 | 228 | 325 | .702 | 186 | 532 | .350 | 426 | 191 | 61  | 26  | 1438 | 11.3 |

### Profesional
Fue elegido en la quincuagesimooctava posición, en la segunda ronda del Draft de la NBA de 2008 por Los Angeles Lakers. Disputó con ellos la Liga de Verano de Las Vegas, dejando una buena impresión tras promediar 11,3 puntos, 2,7 rebotes y 1,3 asistencias en los cinco partidos que jugó. El 27 de agosto firmó finalmente contrato con los Lakers.
Tras jugar en el equipo asociado de los Lakers de la NBA D-League, Los Angeles D-Fenders, fichó por New York Knicks a finales de la temporada 2008-09.
[actualizar]

## Estadísticas de su carrera en la NBA

### Temporada regular
| Año     | Equipo   | PJ | PT | MPP  | %TC  | %3P  | %TL   | RPP | APP | ROB | TPP | PPP |
| ------- | -------- | -- | -- | ---- | ---- | ---- | ----- | --- | --- | --- | --- | --- |
| 2008-09 | New York | 2  | 0  | 11.5 | .300 | .250 | 1.000 | 2.0 | .5  | .5  | .0  | 4.5 |
| Total   | Total    | 2  | 0  | 11.5 | .300 | .250 | 1.000 | 2.0 | .5  | .5  | .0  | 4.5 |